# Waleria Rostkowska
Waleria Rostkowska z domu Trzcińska (ur. 30 lipca 1825 lub 1827 w Przybyszycach, zm. 24 stycznia 1917 w Warszawie) – polska śpiewaczka operowa (sopran) i aktorka.

## Życiorys
Debiutowała w 1846 r. na scenie Teatru Wielkiego w Warszawie w partii Adalgisy (Norma). Przez kilka kolejnych lat występowała w teatrach warszawskich. W latach 1851–1864 była zaangażowana w teatrze wileńskim. Następnie związała się z zespołami teatrów prowincjonalnych: Pawła Ratajewicza (1866-1869), Antoniego Raszewskiego (1870) i Anastazego Trapszy (1870-1871). Jej dalsze losy nie są dobrze znane. Wiadomo, że od około 1897 mieszkała w przytułku św. Salezego w Warszawie.

## Partie operowe
W okresie pracy w Wilnie oraz w czasie gościnnych występów w Warszawskich Teatrach Rządowych (1860) wykonywała tytułową partię Halki. Śpiewała również partie: Elwiry (Ernani), Leonory (Faworyta), Eweliny (Jerozolima) i Wandy (Zamek na Czorsztynie czyli Bojomir i Wanda).